# Evening Standard British Film Award/Beste technische oder künstlerische Leistung
Gewinner des Evening Standard British Film Awards in der Kategorie Beste technische oder künstlerische Leistung (Technical/Artistic Achievement). Der britische Filmpreis wird in der Regel Anfang Februar vergeben. Diese Kategorie besteht seit 1983.
| Jahr | Sieger                                                                                        | Film                                                                           |
| ---- | --------------------------------------------------------------------------------------------- | ------------------------------------------------------------------------------ |
| 1983 | Bansi Chandragupta (Szenenbild)                                                               | 36 Chowringhee Lane                                                            |
| 1984 | Chris Menges (Kamera)                                                                         | ?                                                                              |
| 1985 | John Alcott (Kamera)                                                                          | ?                                                                              |
| 1986 | Norman Garwood (Produktionsdesign)                                                            | ?                                                                              |
| 1987 | Tony Pierce-Roberts (Kamera)                                                                  | Zimmer mit Aussicht (A Room with a View)                                       |
| 1988 | Anthony Pratt                                                                                 | Hope and Glory                                                                 |
| 1989 | William Diver Patrick Duval                                                                   | Entfernte Stimmen – Stilleben (Distant Voices, Still Lives)                    |
| 1990 | Anton Furst (Szenenbild)                                                                      | Batman                                                                         |
| 1991 | David Watkin (Kamera)                                                                         | Memphis Belle                                                                  |
| 1992 | Sandy Powell (Kostümdesign)                                                                   | Edward II The Miracle Ein Papst zum Küssen                                     |
| 1993 | Sue Gibson (Kamera)                                                                           | Hear My Song Secret Friends                                                    |
| 1994 | Stuart Craig (Produktionsdesign) Sandy Powell (Kostümdesign)                                  | Der geheime Garten (The Secret Garden) Orlando                                 |
| 1995 | Dave Borthwick Richard 'Hutch' Hutchinson                                                     | Die geheimen Abenteuer von Däumling (The Secret Adventures of Tom Thumb)       |
| 1996 | Andrew Dunn (Kamera)                                                                          | King George – Ein Königreich für mehr Verstand (The Madness of King George)    |
| 1997 | Tony Burrough (Produktionsdesign)                                                             | Richard III.                                                                   |
| 1998 | Maria Djurkovic (Produktionsdesign)                                                           | Oscar Wilde (Wilde)                                                            |
| 1999 | Ashley Rowe (Kamera)                                                                          | The Woodlanders The Governess Still Crazy TwentyFourSeven (Twenty Four Seven)  |
| 2000 | John de Borman (Kamera)                                                                       | Marrakesch (Hideous Kinky)                                                     |
| 2001 | Andrew Sanders (Produktionsdesign)                                                            | Die goldene Schale (The Golden Bowl)                                           |
| 2002 | Stuart Craig (Produktionsdesign)                                                              | Harry Potter und der Stein der Weisen                                          |
| 2003 | Eve Stewart (Szenenbild)                                                                      | All or Nothing                                                                 |
| 2004 | Seamus McGarvey (Kamera)                                                                      | The Hours – Von Ewigkeit zu Ewigkeit                                           |
| 2005 | Roger Deakins (Kamera)                                                                        | The Village – Das Dorf Ladykillers                                             |
| 2006 | Neil Marshall                                                                                 | The Descent – Abgrund des Grauens                                              |
| 2007 | Anthony Dod Mantle (Produktionsdesign)                                                        | Brothers of the Head Der letzte König von Schottland – In den Fängen der Macht |
| 2008 | Seamus McGarvey (Kamera) Sarah Greenwood (Produktionsdesign) Jacqueline Durran (Kostümdesign) | Abbitte (Atonement)                                                            |
| 2009 | Mark Digby (Produktionsdesign)                                                                | Slumdog Millionär (Slumdog Millionaire)                                        |
| 2010 | Barry Ackroyd (Kamera)                                                                        | Tödliches Kommando – The Hurt Locker (The Hurt Locker)                         |
| 2011 | Gareth Edwards (Kamera, Produktionsdesign und Visuelle Effekte)                               | Monsters                                                                       |
| 2012 | Robbie Ryan (Kamera)                                                                          | Wuthering Heights – Emily Brontës Sturmhöhe (Wuthering Heights)                |
| 2013 | Seamus McGarvey (Kamera) Sarah Greenwood (Produktionsdesign) Jacqueline Durran (Kostümdesign) | Anna Karenina                                                                  |
| 2014 | keine Preisverleihung                                                                         | keine Preisverleihung                                                          |
| 2015 | keine Preisverleihung                                                                         | keine Preisverleihung                                                          |
| 2016 | Mark Digby (Produktionsdesign)                                                                | Ex Machina                                                                     |
| 2017 | Max Richter (Komponist)                                                                       | Arrival                                                                        |
| 2018 | Preis nicht vergeben                                                                          | Preis nicht vergeben                                                           |